# Partido Socialista Nicaragüense
El Partido Socialista Nicaragüense (PSN) es un partido político socialista de Nicaragua fundado en el año 1944 como un partido comunista.

## Historia
Fundado en 1944 por el doctor Mario Flores Ortiz. El PSN funcionó como el partido comunista oficial en el país. En el momento de su fundación, el PSN apoyó al régimen de Anastasio Somoza García. El PSN consideraba a Somoza (nominalmente liberal) un aliado antifascista. A mediados de la década de 1960 el Departamento de Estado de Estados Unidos estimaba que la membresía del partido era de aproximadamente 250 militantes. Tras la aparición del Frente Sandinista de Liberación Nacional (FSLN, que tuvo su origen en el PSN), el PSN fue relegado de modo gradual.
En 1967, un grupo de radicales que optaron por la lucha armada fue expulsado. Formaron el Partido Obrero Socialista. El año anterior, 1966, formó con otros 4 partidos la Unión Nacional Opositora (UNO) para vencer al candidato del oficialista Partido Liberal Nacionalista (PLN), Anastasio Somoza Debayle y al somocismo en las elecciones del 5 de febrero de 1967, pero la derrota de la UNO y su candidato Fernando Agüero Rocha fue favorecida por la masacre de la avenida Roosevelt, en la capital Managua, el 22 de enero de ese mismo año.
En 1974 el PSN ingresó en la Unión Democrática de Liberación (UDEL). Desde 1976 ha existido un grupo escindido del PSN, llamado Partido Socialista Nicaragüense (de los Sánchez). Hacia el final del régimen de los Somoza, el PSN organizó la Organización Militar del Pueblo, que llevó a cabo varios ataques contra el régimen.
En 1989, el PSN se unió con las fuerzas de derecha e izquierda en la nuevamente fundada Unión Nacional Opositora (UNO), para vencer en las urnas al gobierno sandinista el 25 de febrero de 1990 y llevar a la presidencia a Violeta Barrios de Chamorro. El PSN aún existe, pero ya no es un partido comunista.
El PSN publica El Popular.